# Mienerita
Mienerita is een geslacht van weekdieren uit de klasse van de Gastropoda (slakken).

## Soort
- Mienerita debilis (Dufo, 1840)